# Jérôme Lafargue (rink hockey)
Pour les articles homonymes, voir Jérôme Lafargue et Lafargue.
Jérôme Lafargue est un joueur de rink hockey né le 10 septembre 1986. Il évolue durant les années 2010 au sein du club de l'US Coutras dans l'équipe première.

## Palmarès
Il est champion de France de Nationale 1 avec l'US Coutras en 2010.